# Alberto Antônio de Paula
Alberto Antônio de Paula (Guarulhos, Estado de São Paulo, Brasil, 31 de mayo de 1987) también conocido como Beto de Paula, es un futbolista brasileño. Juega como delantero y su equipo actual es Vitória ES del Campeonato Brasileño de Serie D. Tiene 37 años.

## Clubes
| Club                 | País      | Año         |
| -------------------- | --------- | ----------- |
| Palmeiras            | Brasil    | 2006 - 2008 |
| Wisła Cracovia       | Polonia   | 2009        |
| Bragantino           | Brasil    | 2009        |
| Nanchang Bayi        | China     | 2010        |
| Shenzhen Phoenix     | China     | 2011        |
| Penapolense          | Brasil    | 2012        |
| Hermann Aichinger    | Brasil    | 2013        |
| Avaí F. C.           | Brasil    | 2013        |
| ABC F. C.            | Brasil    | 2014        |
| Grêmio Novorizontino | Brasil    | 2015        |
| Botafogo PB          | Brasil    | 2015        |
| Penapolense          | Brasil    | 2016        |
| Marcílio Dias        | Brasil    | 2016 - 2017 |
| Al-Ansar SC          | Líbano    | 2017        |
| Al-Jahra SC          | Kuwait    | 2017        |
| Deportivo Municipal  | Perú      | 2018        |
| Madura United F. C.  | Indonesia | 2018        |
| Badak Lampung F. C.  | Indonesia | 2018        |
| E. C. Noroeste       | Brasil    | 2019        |
| Vitória ES           | Brasil    | 2020 -      |

## Palmarés
| Título      | Club           | País    | Año     |
| ----------- | -------------- | ------- | ------- |
| Ekstraklasa | Wisła Cracovia | Polonia | 2008-09 |